# Eduardo Adaro
Eduardo de Adaro Magro (Gijón, 6 de febrero de 1848-Madrid, 27 de febrero de 1906) fue un arquitecto español.

## Biografía
Nació en la ciudad asturiana de Gijón el 6 de febrero de 1848. Es conocido por haber sido arquitecto auxiliar en el diseño y planificación de la construcción del edificio principal del Banco de España. Estudió arquitectura en Madrid obteniendo el título el 19 de julio de 1872. Se le encomendó, igualmente, junto a Carlos Velasco Peinado y Tomás Aranguren, la realización del proyecto de la Cárcel Modelo de Madrid en el año 1876. Realizó de la misma forma el proyecto de la Cárcel Modelo de Oviedo, ejecutado por los arquitectos provinciales Javier Aguirre Iturralde y Nicolás García Rivero en el periodo que va desde el año 1892 y 1897. Falleció en Madrid el 27 de febrero de 1906.

## Características

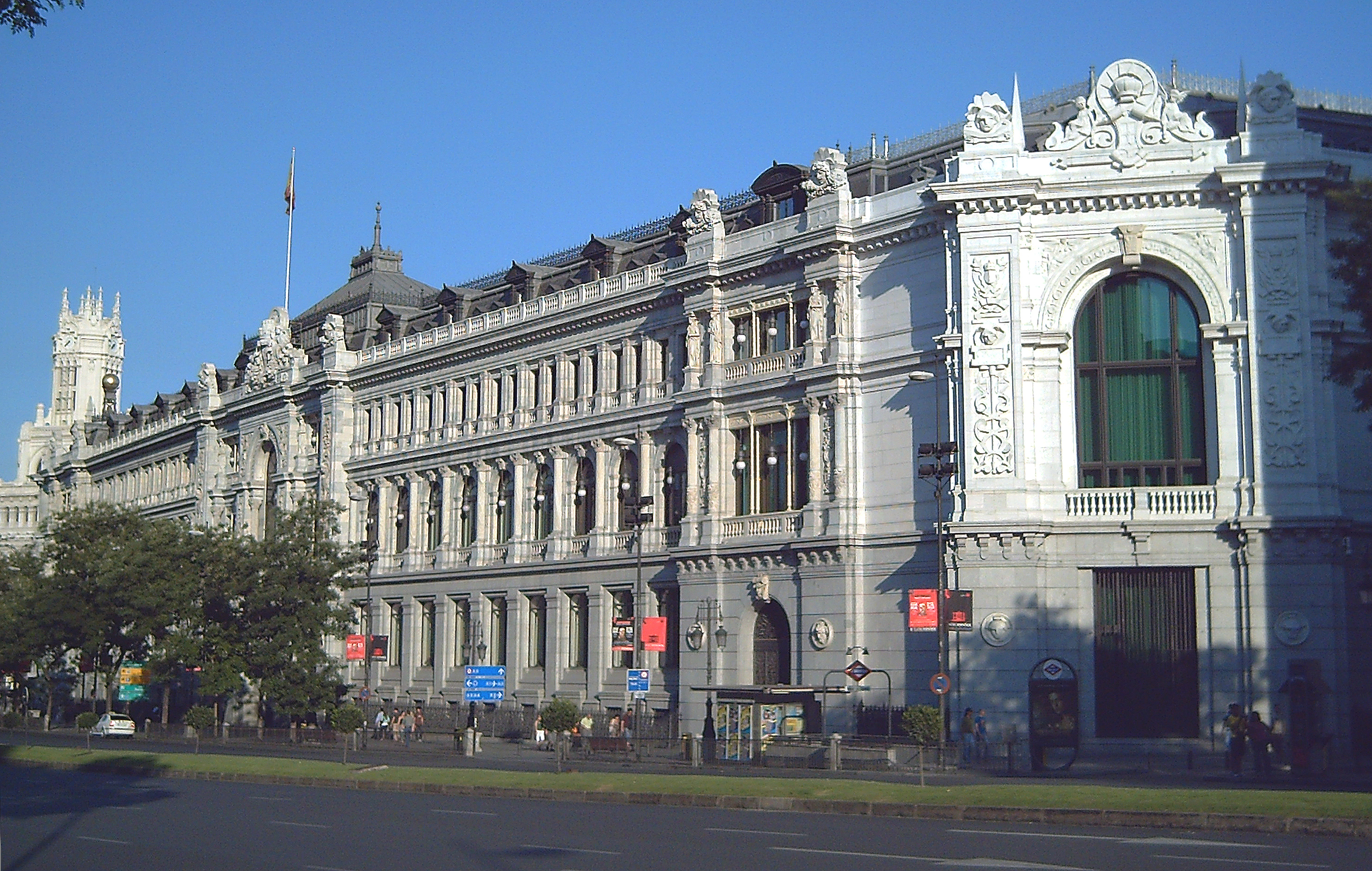
Adaro fue arquitecto auxiliar del edificio del Banco de España (Madrid).

En su obra arquitectónica hizo empleo abundante del hierro y esto puede verse en el patio de operaciones del Banco de España.